# U zmajevom gnezdu
U zmajevom gnezdu (engl. Enter the Dragon) je borilački film snimljen 1973. godine. Glavnu ulogu igra Brus Li, to je bio njegov poslednji film jer je umro 6 dana pre premijere filma. Godine 2004. film „U zmajevom gnezdu“ je proglašen za film od kulturnog značaja u Sjedinjenim Državama. Film „U zmajevom gnezdu“ je prvi kineski borilački film koji je bio proizveden u Holivudu i bio u saradnji sa Golden Harvestom i Lijevom producentskom kućom. Završna verzija filma je drugačija od originalnog scenarija koji je Brus Li napisao u svom dnevniku. Li je hteo da predstavi film kao izražavanje lepote kineske kulture a ne kao samo još jedan borilački film.

## Radnja
Li je Šaolinski majstor borilačkih veština iz Hong Konga koji poseduje visok filozofski i borilački nivo znanja. On se prijavljuje na turnir u borilačkim veštinama na dalekom ostrvu na kojem vlada Han. Li je saznao od njegovog učitelja da je i Han nekad bio Šaolinski borac ali i da je svoje veštine koje je naučio zloupotrebio i postao neprijatelj Šaolinskom hramu i sada Li ide da uništi ostrvo na kojem Han živi. Kada je Li stigao na ostrvo posle nekoliko dana se iskrao noću i krenuo je da istraži ostrvo ali ga je jedan čuvar video ali ne dovoljno dobro da bi znao ko je to, Li ga prebio i pobegao, ali jedan drugi čuvar je video drugog borca Vilijama koji je bio napolju i vežbao. Sledeći dan kad je turnir trebalo da počne Han je na govoru rekao da je na ostrvu izdajnik, tog dana Han je pozvao Vilijama u svoju kancelariju jer mu je čuvar rekao da je video Vilijama napolju, Han je ubio Vilijama. Han je doveo Rupera još jednog borca poveo ga da mu pokaže njegovo sklonište i ponudio mu da radi za njega ali kada je Ruper ubrzo video mrtvog Vilijama odmah je odbio a za to vreme Li je prouzrokovao uzbunu. Sledećeg dana Han je naredio Ruperu da se bori protiv Lija ali je on to odbio, zatim je naredio svom stražaru Bolou da se bori sa Ruperom. Za to vreme je žena koja je takođe bila Šaolinski borac i po koju je Li takođe došao ako je slučajno nađe otvorila vrata Hanovim zarobljenicima, dok su se Ruper i Li borili sa Hanovim učenicima. Ubrzo su zarobljenici došli do mesta gde su se borili Ruper i Li i onda su se i oni pridružili borbi. Kada su došli zarobljenici Han je pobegao, Li ga je jurio i kada ga je uhvatio borili su se i Li je pobedio. Kada se Li vratio do mesta gde su se borili zarobljenici i Ruper. Hanovi učenici i stražari su bii pobeđeni i ostrvo je konačno postalo slobodno.

## Uloge
| Glumac      | Uloga                     |
| ----------- | ------------------------- |
| Brus Li     | Li                        |
| Džon Sakson | Ruper                     |
| Džim Keli   | Vilijam                   |
| Ahna Kapri  | Tanja                     |
| Shih Kien   | Han                       |
| Angela Mao  | Su Lin                    |
| Bolo Jen    | Bolo (kao Jang Se)        |
| Samo Hun    | Šaolin borac (nepotpisan) |

## Spoljašnje veze
- U zmajevom gnezdu na sajtu  (jezik: engleski)